# Bosenský banát
Bosenský banát nebo Bosenská bánovina (srbochorvatsky Бановина Босна, Banovina Bosna, bosensky Босанска бановина, Bosanska banovina) byl středověký státní útvar podřízený Uherskému království. Vznikl v roce 1154 v důsledku trvajícího byzantsko-uherského konfliktu.

## Historie
V roce 1136 vpadl do Bosny uherský král Béla II., který pak užíval titul Rex Ramae (král Ramy). V uherské tradici se pro označení Bosny začalo užívat pojmenování Rama, byť se jednalo o nevelké území kolem řeky Ramy a jeho podřízenost Uhrám nelze hodnověrně doložit. Bélův syn Ladislav II. používal titul Dux Ramae (vévoda Ramy). Banát vznikl roku 1154 dosazením prvního bána Boriće jako vládce Bosny podřízeného Uhrám. Do té doby byla Bosna součástí Byzantské říše, a to ve formě jakési formální provincie.

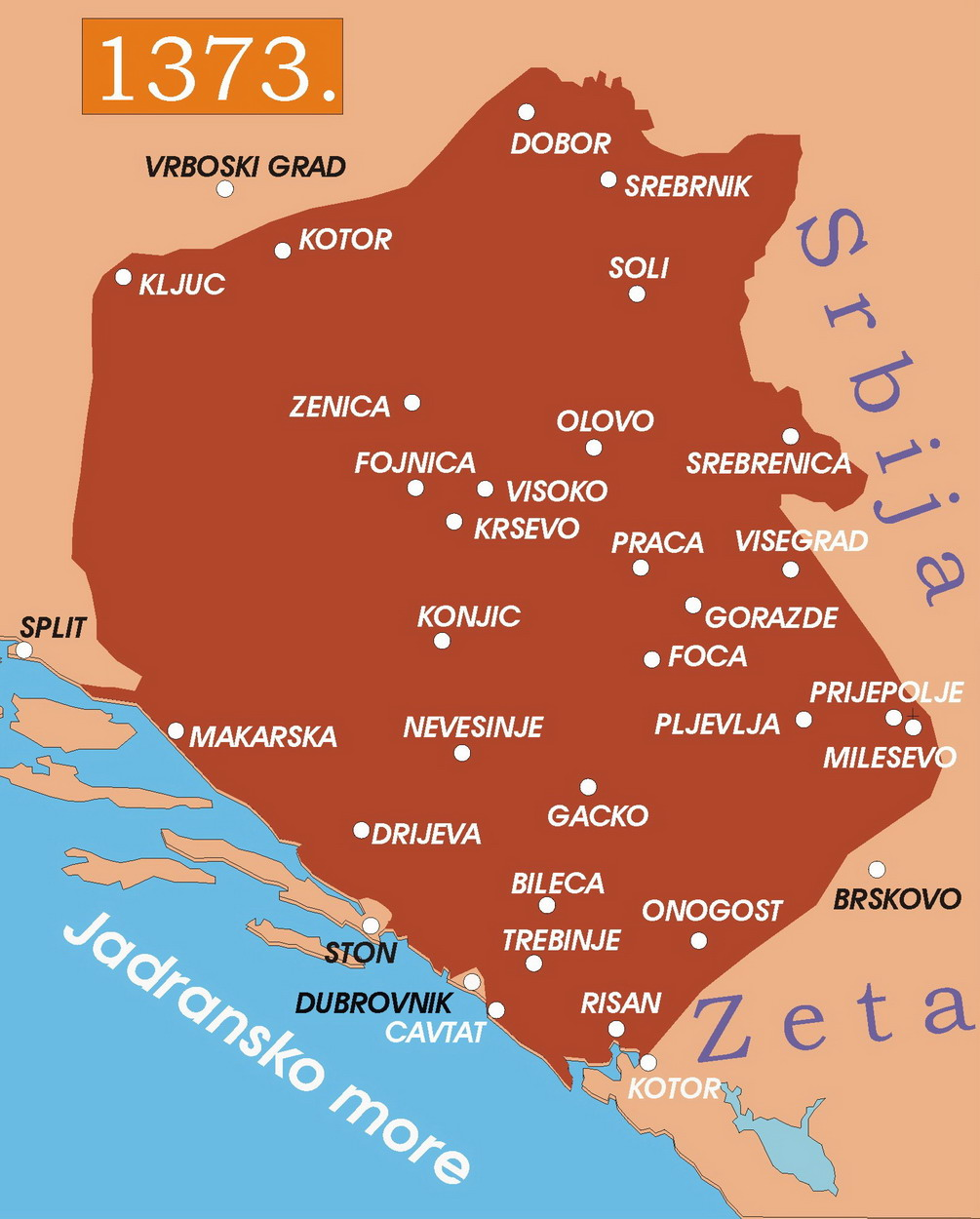
Rozloha banátu v roce 1373

V průběhu 12. století se Bosenský banát postupně vymanil ze závislosti jak na Byzanci, tak i Uhrách, a roku 1353 získal plnou nezávislost, která vyvrcholila roku 1377 povýšením na království, jehož prvním panovníkem se stal Stjepan Tvrtko.

## Titul bosenských panovníků
Tvrtko I. se v roce 1356 ozančil za bána „celé Bosny a celé Usory a Soli“ (čitave Bosne i čitave Usore i Soli). Po vyhlášení Bosenského království bylo území Soli včleněno do titulu panovníků odděleně od Usory. Celý titul zněl: „Kralj Srbljem, Bosni, Primorju, Hlmsci Zemli, Zapadnim Stranam, Dolnim Krajem, Usori, Soli, Podrinju i k tomu“.

## Seznam bánů
- Borić (Boricius, Bogir)
- Kulin
- Stjepan Kulinić
- Matěj Ninoslav
- Prijezda I. Kotromanić
- Prijezda II. Kotromanić / Štěpán I. Kotroman
- Štěpán II. Kotromanić / Vladislav
- Štěpán Tvrtko I. Kotromanić